# Antonios Antoniadis
Antonios Antoniadis, né le 2 mai 1985 à Aix-la-Chapelle (Allemagne), est un homme politique belge germanophone, membre du SP.
Il est licencié en droit (Trèves, 2006) et en sciences de la communication (Aix-la-Chapelle, 2010) ; attaché du cabinet du ministre Karl-Heinz Lambertz (2010-2014).

## Fonctions politiques
- 2012-2014 : conseiller communal à Eupen
- 2014-2024 : ministre de la Famille, de la Santé et des Affaires sociales de la Communauté germanophone